# Coppa di Germania 2023-2024 (pallavolo femminile)
La Coppa di Germania 2023-2024, 34ª edizione della coppa nazionale di pallavolo femminile, si è svolta dal 22 ottobre 2023 al 3 marzo 2024: al torneo hanno partecipato diciotto squadre di club tedesche femminili e la vittoria finale è andata per la quinta volta al MTV Stoccarda.

## Formula
La formula ha previsto primo turno, ottavi di finale, quarti di finale, semifinali e finale.

## Squadre partecipanti
- BBSC
- Dingolfing
- Dresdner
- Erfurt
- Konstanz
- MTV Stoccarda
- Münster
- Neuwied
- Oythe

- Potsdam
- PTSV Aachen
- Schweriner
- Skurios Borken
- Stralsund II
- Suhl
- Vilsbiburg
- Wiesbaden
- Wiesbaden II

## Torneo

### Tabellone
|  | Ottavi di finale | Ottavi di finale |  |  | Quarti di finale | Quarti di finale |               |   | Semifinali | Semifinali |               |   | Finale | Finale |  |
|  |                  |                  |  |  |                  |                  |               |   |            |            |               |   |        |        |  |
|  | Münster          | 1                |  |  |                  |                  |               |   |            |            |               |   |        |        |  |
|  | Vilsbiburg       | 3                |  |  | Vilsbiburg       | 3                |               |   |            |            |               |   |        |        |  |
|  | Oythe            | 0                |  |  | Schweriner       | 0                |               |   |            |            |               |   |        |        |  |
|  | Schweriner       | 3                |  |  |                  |                  |               |   | Vilsbiburg | 0          |               |   |        |        |  |
|  | Neuwied          | 0                |  |  |                  |                  | Potsdam       | 3 |            |            |               |   |        |        |  |
|  | Potsdam          | 3                |  |  | Potsdam          | 3                |               |   |            |            |               |   |        |        |  |
|  | Erfurt           | 2                |  |  | Wiesbaden        | 1                |               |   |            |            |               |   |        |        |  |
|  | Wiesbaden        | 3                |  |  |                  |                  |               |   | Potsdam    | 0          |               |   |        |        |  |
|  | Stralsund II     | 0                |  |  |                  |                  |               |   |            |            | MTV Stoccarda | 3 |        |        |  |
|  | Dresdner         | 3                |  |  | Dresdner         | 3                |               |   |            |            |               |   |        |        |  |
|  | Konstanz         | 0                |  |  | Suhl             | 0                |               |   |            |            |               |   |        |        |  |
|  | Suhl             | 3                |  |  |                  |                  |               |   | Dresdner   | 1          |               |   |        |        |  |
|  | Dingolfing       | 0                |  |  |                  |                  | MTV Stoccarda | 3 |            |            |               |   |        |        |  |
|  | PTSV Aachen      | 3                |  |  | PTSV Aachen      | 1                |               |   |            |            |               |   |        |        |  |
|  | Skurios Borken   | 0                |  |  | MTV Stoccarda    | 3                |               |   |            |            |               |   |        |        |  |
|  | MTV Stoccarda    | 3                |  |  |                  |                  |               |   |            |            |               |   |        |        |  |

### Risultati

#### Primo turno
| 22 ottobre 2023 Sporthalle Hämmerlingstraße, Berlino Durata: 1h:47 - Spettatori: 114 | BBSC       | 1 - 3 | Oythe        | 22-25, 16-25, 25-14, 23-25 |
| 22 ottobre 2023 Sporthalle Höll-Ost, Dingolfing Durata: 1h:10 - Spettatori: 102      | Dingolfing | 3 - 0 | Wiesbaden II | 25-19, 25-15, 25-21        |

#### Ottavi di finale
| 4 novembre 2023 Diesterweg-Sporthalle, Stralsund Durata: 1h:00 - Spettatori: 390   | Stralsund II   | 0 - 3 | Dresdner      | 15-25, 12-25, 10-25               |
| 4 novembre 2023 Mergelsberg-Sporthalle, Borken Durata: 1h:09 - Spettatori: 770     | Skurios Borken | 0 - 3 | MTV Stoccarda | 13-25, 18-25, 19-25               |
| 4 novembre 2023 Gymnasium Antonianum, Vechta Durata: 1h:11 - Spettatori: 300       | Oythe          | 0 - 3 | Schweriner    | 16-25, 20-25, 19-25               |
| 4 novembre 2023 Sporthalle Pestalozzi, Costanza Durata: 0h:52 - Spettatori: 300    | Konstanz       | 0 - 3 | Suhl          | 7-25, 12-25, 8-25                 |
| 4 novembre 2023 Riethsporthalle, Erfurt Durata: 2h:00 - Spettatori: 644            | Erfurt         | 2 - 3 | Wiesbaden     | 25-19, 19-25, 25-21, 20-25, 12-15 |
| 4 novembre 2023 Sporthalle Höll-Ost, Dingolfing Durata: 1h:05 - Spettatori: 423    | Dingolfing     | 0 - 3 | PTSV Aachen   | 14-25, 20-25, 7-25                |
| 4 novembre 2023 Sporthalle des Rhein-Wied, Neuwied Durata: 1h:08 - Spettatori: 150 | Neuwied        | 0 - 3 | Potsdam       | 13-25, 21-25, 21-25               |
| 4 novembre 2023 Sporthalle Berg Fidel, Münster Durata: 1h:50 - Spettatori: 961     | Münster        | 1 - 3 | Vilsbiburg    | 25-16, 21-25, 22-25, 25-27        |

#### Quarti di finale
| 22 novembre 2023 Margon Arena, Dresda Durata: 1h:18 - Spettatori: 2 207                   | Dresdner    | 3 - 0 | Suhl          | 25-22, 25-22, 25-16        |
| 22 novembre 2023 MBS Arena Potsdam, Potsdam Durata: 1h:43 - Spettatori: 845               | Potsdam     | 3 - 1 | Wiesbaden     | 25-20, 20-25, 30-28, 25-14 |
| 22 novembre 2023 Ballsporthalle, Vilsbiburg Durata: 1h:21 - Spettatori: 1 067             | Vilsbiburg  | 3 - 0 | Schweriner    | 25-21, 25-20, 25-23        |
| 22 novembre 2023 Sporthalle Neuköllner Straße, Aquisgrana Durata: 1h:40 - Spettatori: 636 | PTSV Aachen | 1 - 3 | MTV Stoccarda | 25-22, 16-25, 18-25, 15-25 |

#### Semifinali
| 14 dicembre 2023 Margon Arena, Dresda Durata: 1h:43 - Spettatori: 2 233       | Dresdner   | 1 - 3 | MTV Stoccarda | 15-25, 25-23, 26-28, 13-25 |
| 14 dicembre 2023 Ballsporthalle, Vilsbiburg Durata: 1h:27 - Spettatori: 1 178 | Vilsbiburg | 0 - 3 | Potsdam       | 18-25, 23-25, 22-25        |

#### Finale
| 3 marzo 2024 SAP Arena, Mannheim Durata: 1h:09 - Spettatori: ? | Potsdam | 0 - 3 | MTV Stoccarda | 14-25, 19-25, 15-25 |